# Claude Bolling
Claude Bolling (Cannes, 10 de abril de 1930 – Saint-Cloud, 29 de dezembro de 2020) foi um renomado pianista, compositor e arranjador francês. Trabalhou também ocasionalmente como actor.
Seu disco, "Suite for Flute and Jazz Piano" (em parceria com o flautista Jean-Pierre Rampal), chegou a vender mais de 1 milhão de cópias. Este disco também foi indicado Grammy, na categoria melhor disco de câmara. Ao todo, Bolling recebeu três indicações para o Grammy.

## Biografia
Nascido em Cannes, estudou no conservatório de Nice e posteriormente em Paris. Criança prodígio, aos 14 anos tocava jazz ao piano profissionalmente com Lionel Hampton, Roy Eldridge e Kenny Clarke. Seus livros de técnica jazzística mostram que não se aprofundou muito além do bebop no jazz de vanguarda. Entretanto, foi uma figura importante no reavivamento do jazz tradicional ocorrido no fim da década de 1960, tendo feito grande amizade com Oscar Peterson.
Escreveu música para mais de cem filmes, na maioria franceses. Sua primeira trilha sonora foi para um documentário de 1957 sobre o festival de Cannes. Além disso, compôs para os filmes Borsalino (1970) e California Suite (1979).
Bolling também é conhecido por uma série de colaborações com músicos eruditos. Sua Suite para Flauta e Trio de Jazz (Suite for Flute and Jazz Piano Trio), com Jean-Pierre Rampal, uma mistura de elegância barroca e ritmo moderno, foi um campeão de vendas durante muitos anos e foi seguido por outros trabalhos no mesmo caráter. Seu trabalho foi particularmente popular nos Estados Unidos, onde eseve por dois anos nas paradas de sucesso, além de constar do Top 40 da Billboard por 530 semanas, isto é, cerca de dez anos.
Após o trabalho com Rampal, Bolling trabalhou com vários outros músicos de diferentes gêneros, incluindo Alexandre Lagoya, Pinchas Zukerman, Maurice André e Yo-Yo Ma. Tocou também, além de prestar tributos a vários outros, como Lionel Hampton, Duke Ellington, Stéphane Grappelli, Django Reinhardt e Oscar Peterson.
Morreu em 29 de dezembro de 2020, aos 90 anos, devido a várias doenças em um hospital de Saint-Cloud, a oeste de Paris.

## Obra
- Claude Bolling Plays Duke Ellington (1959)
- Cat Anderson, Claude Bolling And Co. (1965)
- Original Ragtime (1966)
- Original Boogie Woogie (1968)
- Original Piano Blues (1969)
- Original Jazz Classics (1970)
- Original Piano Greats (1972)
- Swing Session (1973)
- Jazz Party (1975)
- With the Help of My Friends (1975)
- Keep Swingin' Volume 4 (1975)
- Suite for Flute and Jazz Piano (1975)
- Hot Sounds (1976)
- Concerto for Guitar and Jazz Piano Trio (1975)
- Suite for  Violin and Jazz Piano Trio (1977)
- Jazz Gala 79 (1979)
- Just For Fun (1980)
- Picnic Suite for Guitar, Flute and Jazz Piano Trio (1980)
- Toot Suite (1981)
- Claude Bolling (1981)
- Suite for Chamber Orchestra and Jazz Piano Trio (1983)
- Suite for Cello and Jazz Piano Trio (1984)
- Jazz a la Francaise (1984)
- Live at the Meridien (1985)
- Suite No. 2 for Flute and Jazz Piano Trio (1987)
- Nuances (1988)
- Sonatas for Two Pianos (1989)
- Cross Over U.S.A. (1993)
- Enchanting Versailles - Strictly Classical (1994)
- A Drum is a Woman (1997)
- Tribute To The Piano Greats (2003)